# St. Ursula (Kouvola)

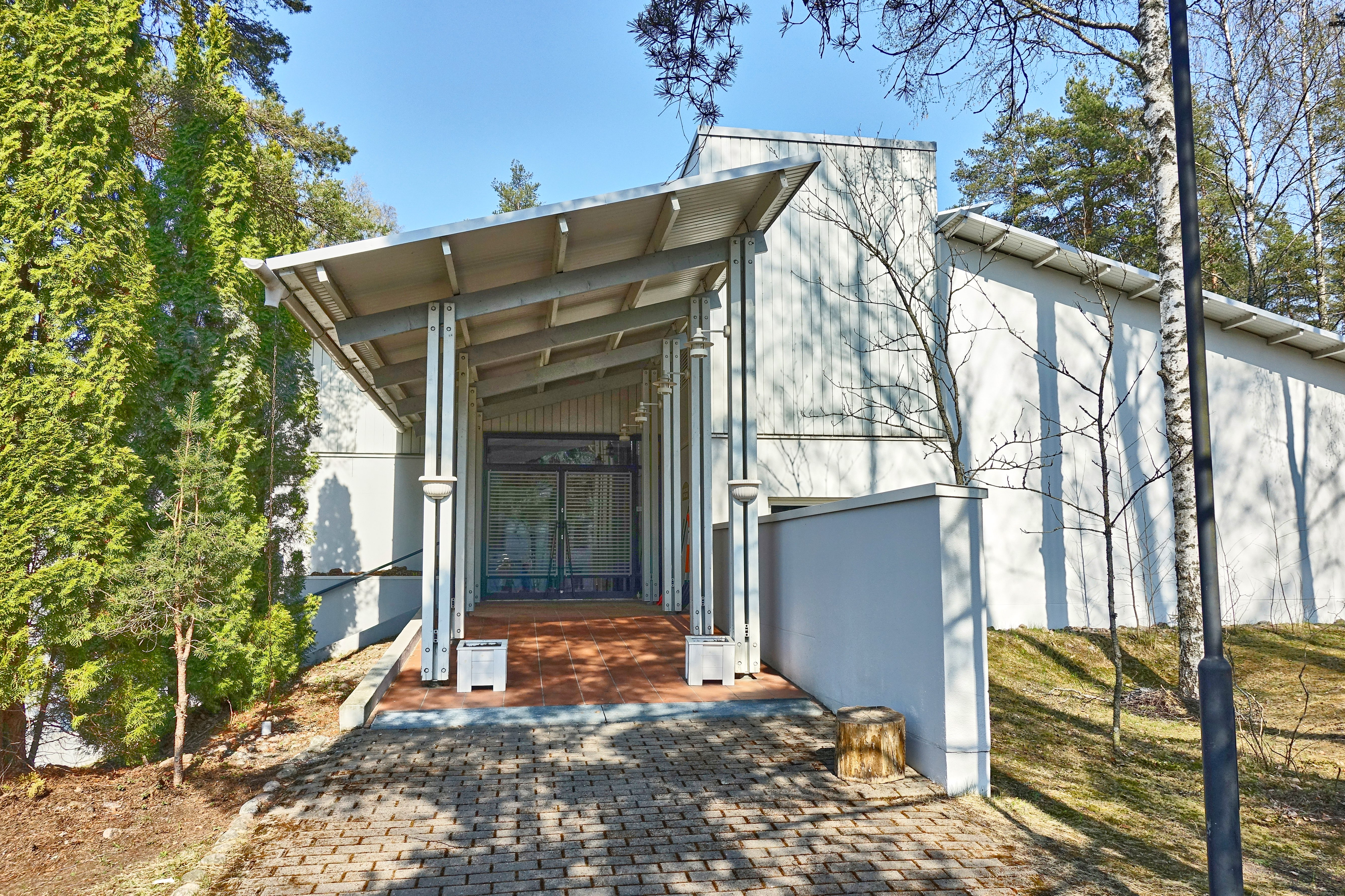
Katholische Kirche St. Ursula in Kouvola

Die St.-Ursula-Kirche (finnisch Pyhän Ursulan kirkko) ist die katholische Pfarrkirche in der finnischen Stadt Kouvola. Das von Benito Casagrande entworfene Gebäude wurde am 11. Dezember 1993 geweiht. Patronin ist die polnische Ordensgründerin Maria Ursula Ledóchowska.
Die 1985 gegründete Gemeinde gehört dem Bistum Helsinki an. Bis zur Weihe der Kirche feierte sie ihre Gottesdienste in einer Wohnung. Inzwischen hat die Pfarrei 700 Mitglieder. Ihr Gebiet umfasst die Landschaften Kymenlaakso, Päijät-Häme und Südkarelien sowie die Verwaltungsgemeinschaft Loviisa in der Landschaft Uusimaa. Gottesdienste finden außer in der Pfarrkirche auch in den orthodoxen Kirchen in Lahti, Kotka und Lappeenranta statt.